# Karel Rottiers
Pour les articles homonymes, voir Rottiers.
Karel Rottiers, né le 7 avril 1953 à Bornem et mort le 2 juillet 2024, est un coureur cycliste belge.
Il est décédé le 02/07/2024 à St Amands

## Biographie
Professionnel de 1973 à 1979, il a remporté une étape du Tour de France 1975.

## Palmarès

### Palmarès amateur
- 1972
  - Coupe Egide Schoeters
- 1973
  - Gand-Wervik

### Palmarès professionnel
- 1973
  - 3e du Circuit des frontières
- 1975
  - 3e étape du Tour de France

## Résultats sur les grands tours

### Tour de France
1 participation
- 1975 : 60e, vainqueur de la 3e étape

### Tour d'Italie
2 participations
- 1974 : 64e
- 1976 : 76e